# New Bedford (Massachusetts)
New Bedford – miasto w Stanach Zjednoczonych, w stanie Massachusetts, nad zatoką Buzzards (Ocean Atlantycki). Od początku do połowy XIX wieku miasto było znanym centrum wielorybnictwa. Ze względu na bogactwo pozyskiwanego w nim tranu było nazywane „najbogatszym miastem świata”.

## Geografia
New Bedford położone jest w stanie Massachusetts, około 60 km na południe od Bostonu. Od zachodu graniczy z miastem Dartmouth, od północy z Freetown, od wschodu z Acushnet i Fairhaven. Od tego ostatniego oddziela je estuarium rzeki Acushnet, noszące nazwę New Bedford Harbor. Rzeka uchodzi do zatoki Buzzards, która ogranicza New Bedford od południa.
Do miasta należą również trzy wyspy leżące w New Bedford Harbor: Fish Island, Popes Island i Palmer Island.
Powierzchnia miasta wynosi 62,5 km², z czego 51,8 km² stanowi ląd.

## Historia
Teren dzisiejszego New Bedford został zasiedlony przez kolonistów z Plymouth w 1640 roku. Początkowo osada była częścią Dartmouth. Wybudowany w niej w 1767 roku statek Dartmouth był jednym z trzech którego ładunek zniszczono podczas herbatki bostońskiej w 1773. Podczas amerykańskiej wojny o niepodległość Bedford było wykorzystywane jako przystań amerykańskich kaperów. Z tego powodu w 1778 Brytyjczycy zaatakowali i zniszczyli osadę. Po odbudowie, w 1787 roku, miejscowość została wydzielona z Dartmouth i otrzymała prawa miejskie jako New Bedford.
W kolejnych latach New Bedford stało się centrum wielorybnictwa, którego szczyt osiągnięto w latach 50. XIX wieku. W tym okresie 60% amerykańskich statków wielorybniczych (których w sumie było około 900) było zarejestrowanych w New Bedford.
Po upadku wielorybnictwa w mieście rozwinął się przemysł tekstylny. Pierwsza przędzalnia powstała w 1846 roku. W latach 20. XX wieku kryzys dotknął również tej branży. W 1928 roku w mieście miały miejsce masowe strajki, w których wzięło udział ponad 2500 robotników z 27 przędzalni, w których obniżono płace o 10%.

## Gospodarka
W mieście rozwinął się przemysł odzieżowy, chemiczny, elektrotechniczny, maszynowy oraz metalowy.

### Rybołówstwo
New Bedford jest również ważnym ośrodkiem rybołówstwa. W latach 1999–2019 zajmowało nieprzerwanie pierwszą pozycję wśród portów w Stanach Zjednoczonych pod względem wartości połowu (451 milionów dolarów w 2019 roku). Dzieje się tak mimo stosunkowo niskiej łącznej masy połowu (58 tys. ton, 14. miejsce w 2019), głównie za sprawą istotnego udziału połowu małż (84% w 2019), które mają większą wartość niż ryby.

## Demografia
Według spisu powszechnego z 2010 roku New Bedford zamieszkane było przez 95 072 osoby. Spis powszechny w kwietniu 2020 wskazał 101 079 mieszkańców.
30 390 mieszkańców New Bedford (31,97%) deklaruje się jako pochodzenia portugalskiego, 10 291 (10,1%) z Republiki Zielonego Przylądka, 7 680 (8,06%) irlandzkiego, 7 332 (7,7%) włoskiego. 1 962 osoby są pochodzenia polskiego (2%).
Poziom ubóstwa w New Bedford wynosi 20,2% na tle 9,4% w Massachusetts. Poziom bezrobocia to 42% (35,2% w całym stanie).

### Religia
W New Bedford znajdowały się trzy rzymskokatolickie parafie polonijne, z których obecnie istnieje tylko jedna:
- Parafia św. Jadwigi (zlikwidowana w 2004)
- Parafia św. Kazimierza (zlikwidowana w 2000)
- Parafia Matki Bożej Nieustającej Pomocy

## Miasta partnerskie
New Bedford posiada umowy partnerskie z następującymi miastami:
- Cuxhaven, Niemcy
- Londonderry, Irlandia Północna
- Figueira da Foz, Portugalia
- Funchal, Portugalia
- Grimsby, Wielka Brytania
- Horta, Azory
- Ílhavo, Portugalia
- Mindelo, Republika Zielonego Przylądka
- Tosashimizu, Japonia
- Utqiaġvik, Stany Zjednoczone
- Youghal, Irlandia